# Зеленогорский, Фёдор Александрович
Фёдор Александрович Зеленогорский (1839, Горбатов, Нижегородская губерния — 19.07.1906 либо 2.07.1908, Харьков) — русский философ, историк философии и психологии, заслуженный профессор Харьковского Императорского университета.

## Биография
Родился в 1839 году в семье священника, в Горбатовском уезде Нижегородской губернии. Окончил Императорский Казанский университет.
Защитил диссертацию на степень доктора философии «О математическом, метафизическом, индуктивном и критическом методах исследования и доказательства. Из истории и теории методов исследований и доказательства» (Харьков: Унив. тип., 1877. — VI, 247 с.).
С 4 января 1882 года состоял в чине статского советника, с 1 января 1901 года — в чине действительного статского советника.
С 13 мая 1882 года — ординарный профессор, с 1 января 1899 года — заслуженный профессор Харьковского университета по кафедре философии.
Издатель и исследователь творческого наследия Григория Сковороды.

### Ктитор храма
Дача и земельный участок семьи профессора находились в селе Водяное (Змиевской район) Змиевского уезда Харьковской губернии.
В 1880-х годах на средства прихожан на земле профессора было начато строительство существующего сейчас кресто-купольного одноглавого одноапсидного каменного приходского храма Бориса и Глеба в древнерусско-византийском стиле по проекту харьковского епархиального архитектора В. Х. Немкина. Строительство продолжалось долго и было окончено в 1905 году. Специально для строительства храма рядом был построен небольшой кирпичный завод.
Храм построен на земле, подаренной профессором Харьковского Императорского университета Фёдором Зеленогорским и помещиком Г. Кочубеем, в живописной холмистой местности, над рекой Уды.
Основными ктиторами строительства были местная помещица села Красная Поляна Серафима Николаевна Ключарова (преставилась 19 июня 1906) и харьковский профессор Ф. А. Зеленогорский (преставился 19 июля 1906.)

### Кончина
Умер в Харькове 19 июля 1906 года (по другим данным, 2 (15) июля 1908 года).
Похоронен у стены Борисо-Глебского храма в селе Водяное.
Могила сохранилась. Могильная плита в 1990-х была реставрирована.

## Труды
- «Учение Аристотеля о душе, в связи с учением о ней Сократа и Платона» (СПб., 1871)[7];
- «О математическом, метафизическом, индуктивном и критическом методах исследования и доказательства» (Харьков, 1877);
- «Очерк развития психологии с Декарта до настоящего времени» («Записки Харьковского университета». — 1882; отдельное изд. — Харьков: Унив. тип., 1885. — [2], IV, 195 с.);
- «Греческие трагики и софисты. Из истории греческой философии» (Харьков, 1890);
- «Общая характеристика движения философии в последние три века в ее главнейших проявлениях» (Харьков, 1892).
- Теория словесности. Курс первый (проза): Опыт учеб. для сред. учеб. заведений, сост. по новой методе Ф. А. Зеленогорским. — Харьков : тип. М. Ф. Зильберберга, 1887. — [2], VIII, 50 с.
- Очерки из истории древней философии. — Харьков: типо-лит. С. Иванченко, 1908. — 340, 120 с.
- В журнале «Вера и разум» был опубликован ряд статей Зеленогорского по истории древней философии.

## Награды
- орден Св. Станислава 2-й ст.
- орден Св. Анны 2-й ст. (1890)
- орден Св. Владимира 3-й ст. (1898)
- орден Св. Станислава 1-й ст. (1905)